# Quercus floccosa
Quercus floccosa är en bokväxtart som beskrevs av Frederik Michael Liebmann. Quercus floccosa ingår i släktet ekar, och familjen bokväxter. Inga underarter finns listade.